# 30068 Frankmelillo
30068 Frankmelillo è un asteroide della fascia principale. Scoperto nel 2000, presenta un'orbita caratterizzata da un semiasse maggiore pari a 2,7582375 UA e da un'eccentricità di 0,1611727, inclinata di 10,65091° rispetto all'eclittica.